# Corti
Corti (en cors Corti, en francès e italià Corte) és un municipi de Còrsega, situat al centre de l'illa, al departament de l'Alta Còrsega. És la capital històrica i cultural de Còrsega.

## Geografia
Està situat al Parc Regional Natural de Còrsega, sobre una penya dominada per la ciutadella i al peu dels cims més alts de l'illa.

## Història
La ciutadella de Corti va ser construïda al segle xv pel virrei de la corona d'Aragó. Entre 1755 i 1769 va ser la seu del govern independent de Pascal Paoli i es va convertir en la capital del nacionalisme cors. Aquí es va promoure la constitució corsa, que va sorprendre l'Europa de la Il·lustració i possiblement va inspirar la constitució dels Estats Units. Poc després s'hi va fundar la Universitat de Còrsega. El 1768 hi va néixer Josep Bonaparte, futur rei d'Espanya.

## Demografia
| 1962  | 1968  | 1975  | 1982  | 1990  | 1999  |
| ----- | ----- | ----- | ----- | ----- | ----- |
| 4.830 | 4.948 | 5.230 | 5.177 | 5.293 | 6.329 |

## Administració
| Període | Identitat       | Partit | Qualitat |
| ------- | --------------- | ------ | -------- |
| 2001-   | Antoine Sindali | DVD    |          |

## Llocs d'interès
Destaquen, a més de la ciutadella, convertida en símbol del nacionalisme cors: 
- la plaça de Pascal Paoli, amb un gran monument al patriota cors,
- l'església de l'Anunciació, un dels edificis més antics de Corti,
- l'església de Santa Creu, del segle xviii,
- la font dels Quatre Canons, construïda el 1778 per encàrrec de Lluís XVI per proveir la guarnició local,
- el Palau Nacional, del segle xvii, residència dels governadors genovesos i després seu del parlament cors,
- la plaça del Poilu, on es troba la casa natal d'Arrighi di Casanova, general de Napoleó, i on va néixer també Josep Bonaparte.

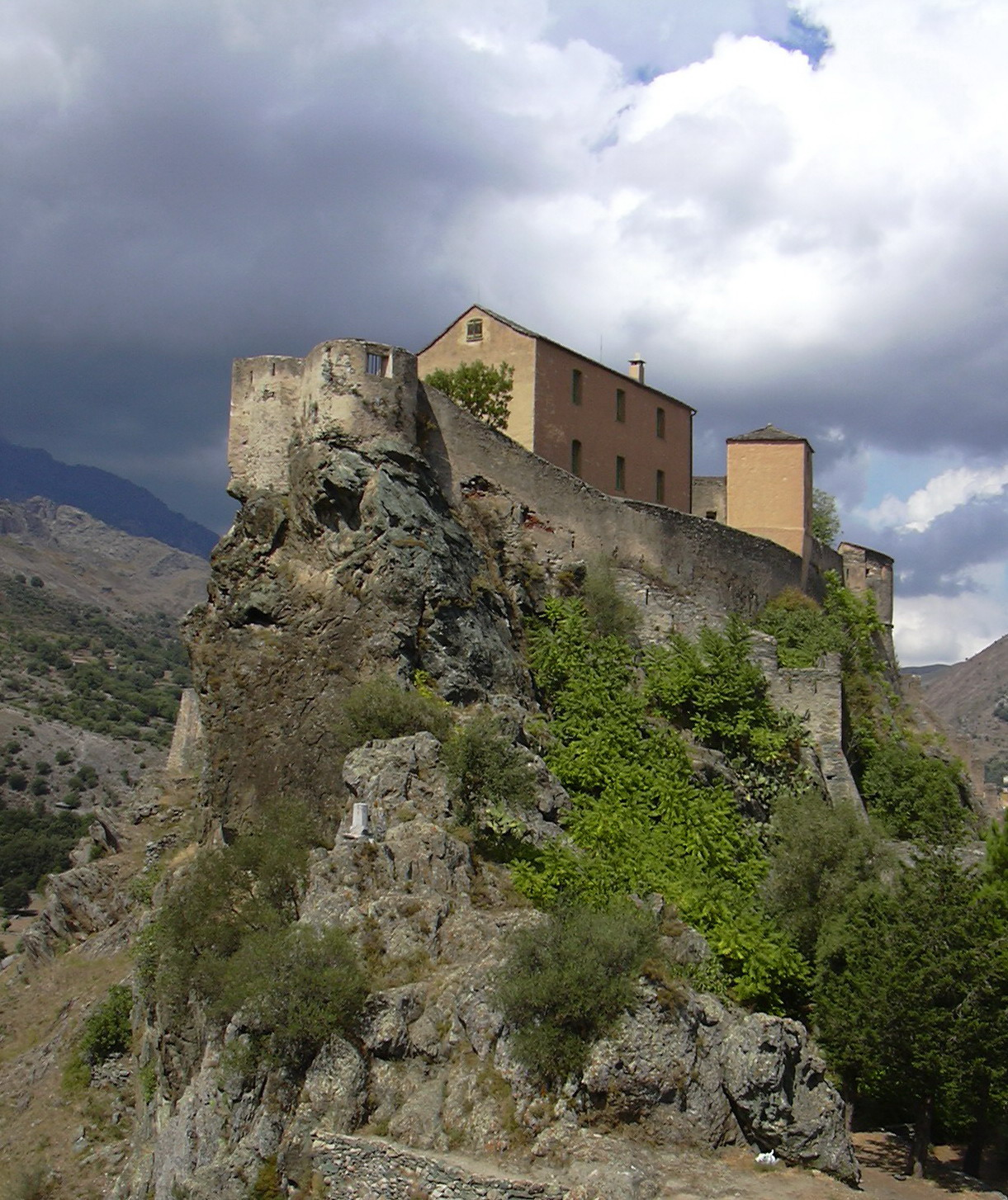
La Ciutadella
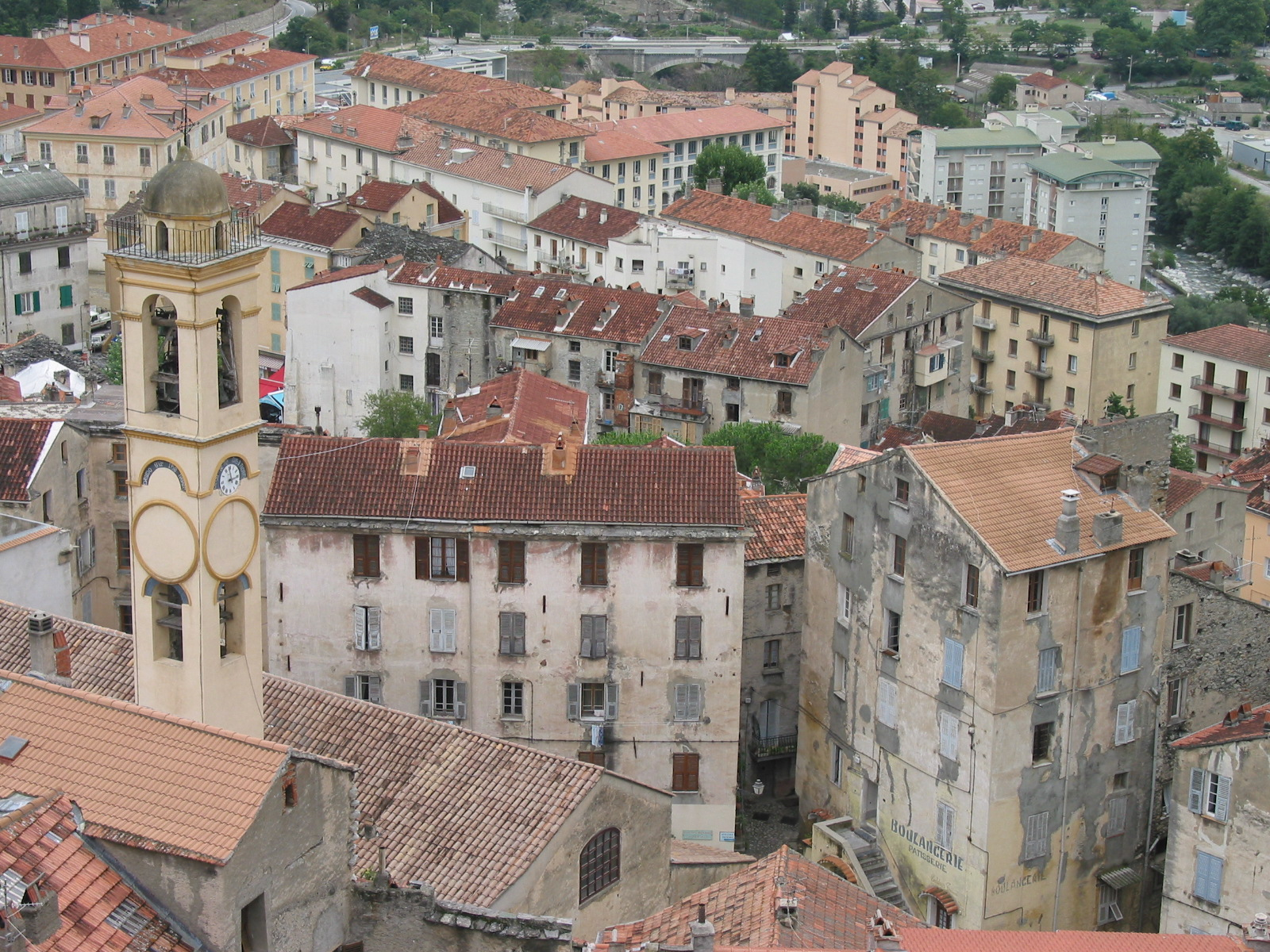
El campanar de l'església de l'Anunciació
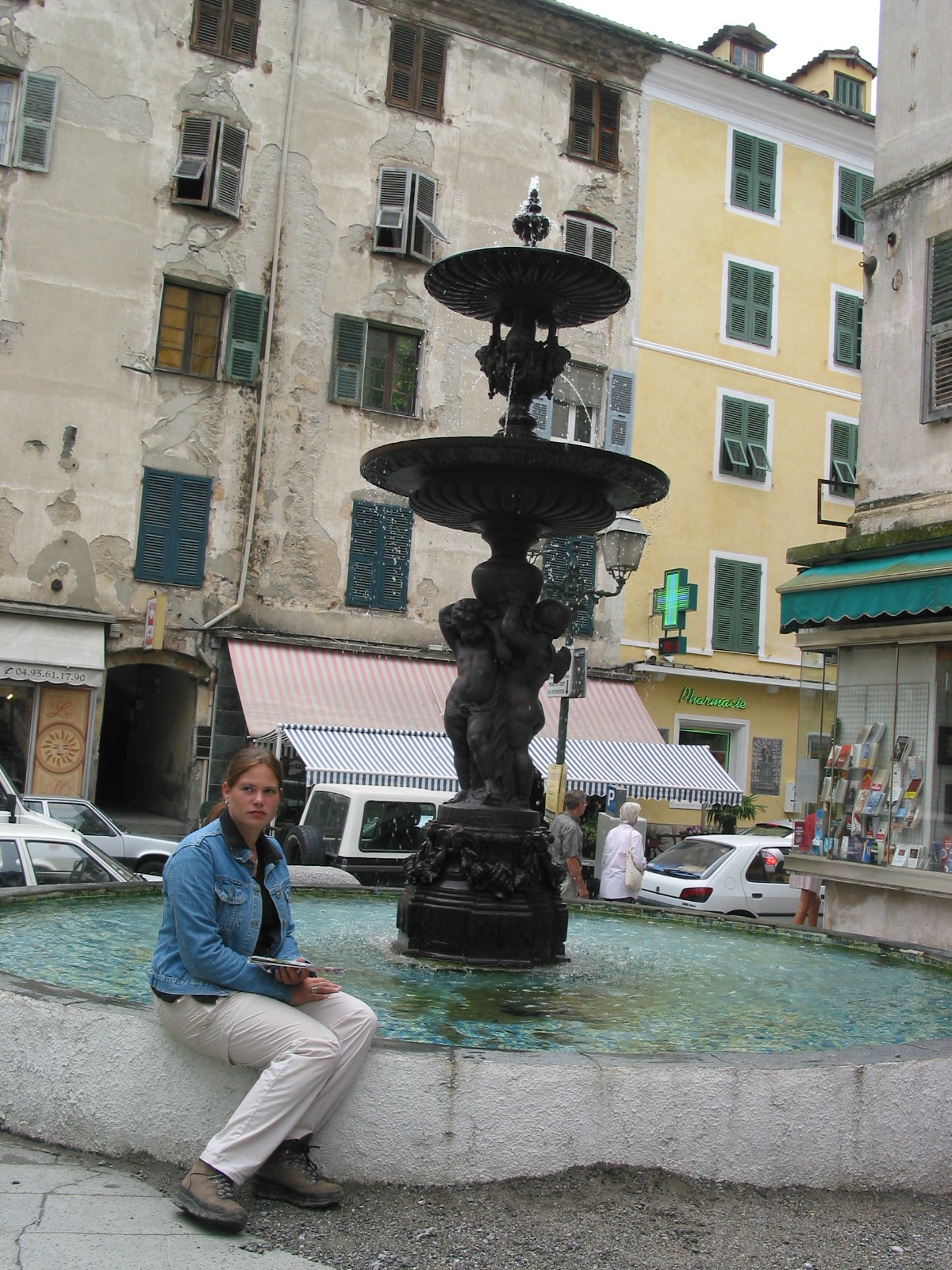
Font al peu de la rampa de la capella de la Santa Creu
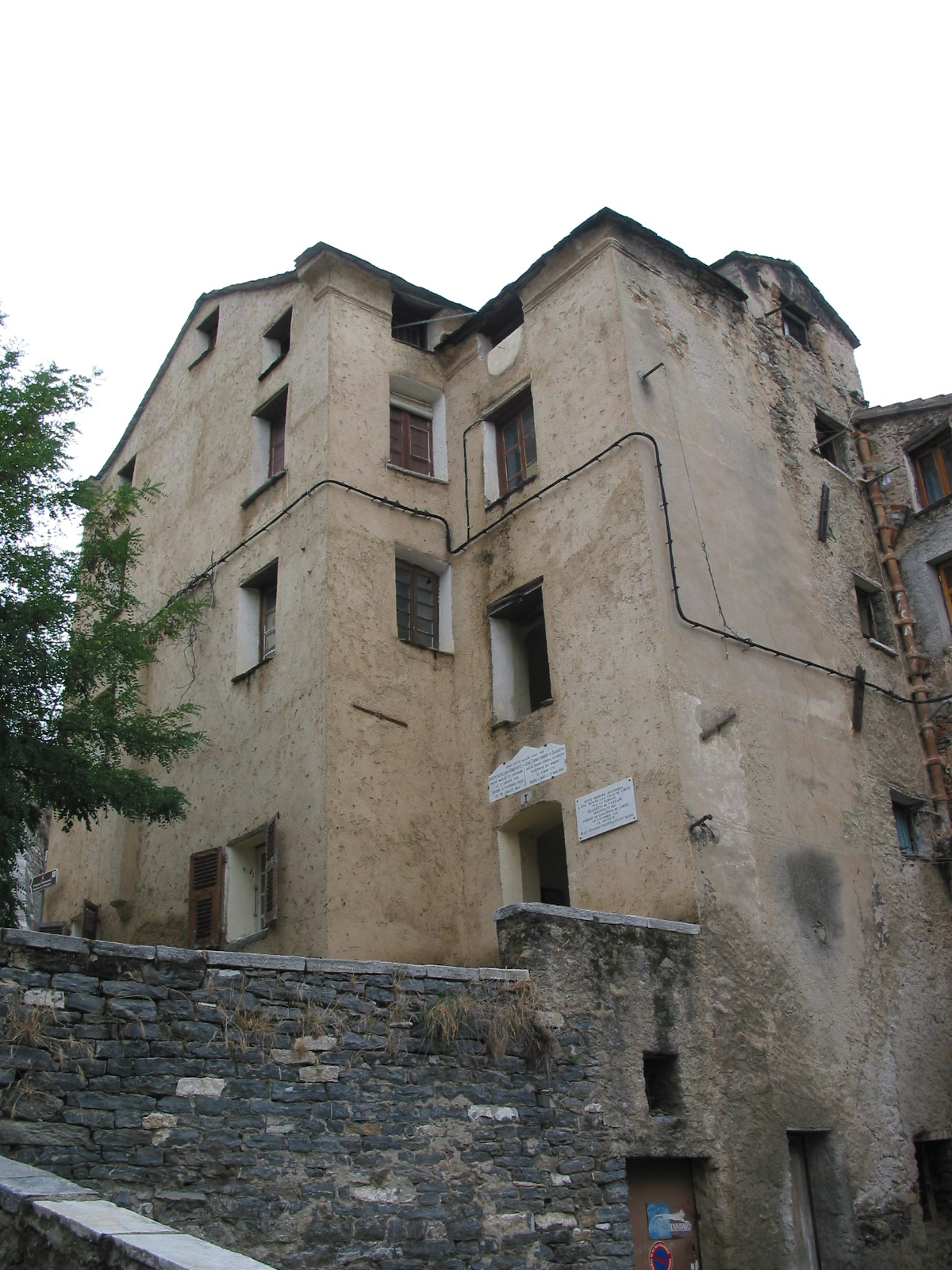
Casa on nasqué Josep Bonaparte el 1768

## Personatges il·lustres
- Jean-Thomas Arrighi de Casanova, general de Napoleó.